# Извитоклюно колибри
Извитоклюното колибри (Glaucis dohrnii) е вид птица от семейство Колиброви (Trochilidae). Видът е застрашен от изчезване.

## Разпространение и местообитание
Видът е разпространен в Бразилия.